# Chorezm

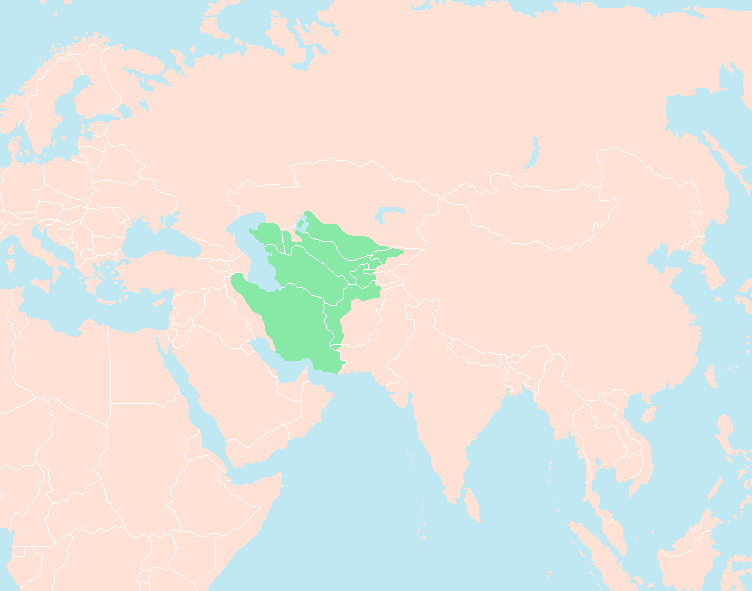
Chorezm (1190–1220) na tle dzisiejszych granic.

Chorezm – historyczna kraina nad dolną Amu-darią, obejmująca obszar dzisiejszego Uzbekistanu, Turkmenistanu i Iranu.
Chorezm był zasiedlony już w III tysiącleciu p.n.e. Początkowo mieli go zamieszkiwać Huryci, następnie ludność pochodzenia indoeuropejskiego, zdominowana w średniowieczu przez ludy tureckojęzyczne.

## Nazwa
Sama nazwa krainy jest niepewnego pochodzenia, po raz pierwszy występuje w achemenidzkich inskrypcjach jako Huvarazmisz, następnie jest wyjaśniana, w zależności od hipotezy, jako „kraj Hurytów” (Sergiusz Pawłowicz Tołstow), „kraj wschodzącego słońca” (C.E. Bosworth), wreszcie arabski uczony żyjący w latach 1179–1229, Jakut Ibn Abdallah al-Hamawi, twierdził, że pochodzi ona od słów „gotowana ryba”, która była ważnym składnikiem pożywienia ludności tego kraju.

## Chorezm do I w. p.n.e.
Według dawniejszych uczonych, m.in. Josefa Markwarta, na dworze króla Chorezmu Wisztaspy miał działać prorok Zaratusztra. Obecnie działalność proroka lokalizuje się raczej na terenie Arii lub Drangiany. Badania archeologiczne wskazują, że od ok. VIII w. p.n.e. nastąpił rozwój ekonomiczny kraju, silnie rozwinęła się sieć kanałów nawadniających. W VI wieku p.n.e. Chorezm miał wejść w skład imperium Achemenidów, jego zależność stała się jednak z czasem symboliczna. 
W okresie pomiędzy IV a I wiekiem p.n.e. pojawiły się na terenie Chorezmu miasta – skupiska masywnych domostw otoczonych wspólnym murem obronnym. Najbardziej znanymi grodziskami z tego czasu są Dżanbas Kala (IV wiek p.n.e.) i Bazar-Kala. W tym okresie nastąpił też rozwój rolnictwa i sieci irygacyjnej kosztem hodowli bydła. W miejsce dawnych osad wiejskich pojawiły się nowe umocnione i solidnie zbudowane.
W czwartym wieku przeprowadzono doniosłą zmianę w organizacji wojska i taktyce wojennej. Stanowiąca główny trzon armii konnica, składająca się z ciężkozbrojnych kopijników i łuczników, skuteczna w walce z koczownikami, nie potrafiła stawić czoła falandze macedońskiej. Jej zamknięty szyk wytrzymywał nawet natarcie ciężkozbrojnej jazdy masageckiej. Istniejące dotąd dwa typy ciężkozbrojnej jazdy chorezmijskiej zostały połączone w jeden, przystosowany do walki zarówno z bliska jak i na odległość. Jego taktyka polegała na osłabieniu nieprzyjaciela przez zasypanie go gradem strzał, a następnie na rozbiciu w walce wręcz.
W roku 328 p.n.e. król Chorezmu Farasmanes zaproponował Aleksandrowi Macedońskiemu wspólną wyprawę przeciw swym wrogom na północnym zachodzie. Po opanowaniu przez Macedończyków Azji Środkowej Chorezm pozostał tam jedynym niezależnym państwem, popierającym wszelkie ruchy separatystyczne w środkowoazjatyckich satrapiach państwa Seleucydów. Tak na przykład w okresie uniezależniania się Partii, jej władcy szukali przymierza z Chorezmem. W II wieku władcy chorezmijscy rozpoczęli wyprawy wojenne na hellenistyczną Baktrię, około roku 170 podbili Sogdianę, a wkrótce potem, nie wchodzący w skład państwa baktryjskiego Czacz lub Szasz (Oaza Taszkiencka).
Po upadku państwa grecko-baktryjskiego władcy Chorezmu zaczęli się uważać za spadkobierców hellenistycznych królów Baktrii i bili monety na wzór monet Eukratydesa, zachowując nawet jego imię. Wśród znalezionych monet chorezmijskich za najstarsze uchodzą dwie monety nieznanego króla z końca I wieku p.n.e. z tytułami króla Eukratydesa i charakterystycznym chorezmijskim znakiem. Na podstawie zawartości kurhanów można stwierdzić znaczne różnice majątkowe. Najbardziej rozpowszechnioną religią był w tym czasie zoroastryzm w swej wczesnej postaci. W miastach znajdował się tak zwany dom ognia, stanowiący ośrodek kultu. Z zoroastryzmem łączyły się kulty bardziej archaiczne, rozpowszechnione zwłaszcza wśród rolników, jak kult bogini płodności i wód, Ardwisury-Anahity i jej towarzysza, umierającego i powracającego do życia, boga roślinności Sijawusza.

## Chorezm od I do V wieku
W I wieku n.e., prawdopodobnie za panowania Kadfizesa I (ok. 30-ok. 80), Chorezm znalazł się w granicach imperium kuszańskiego. W okresie tym doszło do rozbudowy sieci irygacyjnej. Kraj znalazł się też na trasie ważnego szlaku handlowego wiodącego z Chin przez Kaszgar i Ferganę do Chorezmu i stamtąd przez kraj Alanów na południowe tereny poduralskie i do Europy wschodniej. Chorezm pozostał pod wpływem religii Zoroastra, choć pojawiły się też na jego terenie buddyjskie stupy, a w sztuce oprócz wpływów buddyjskich również helleńskie.

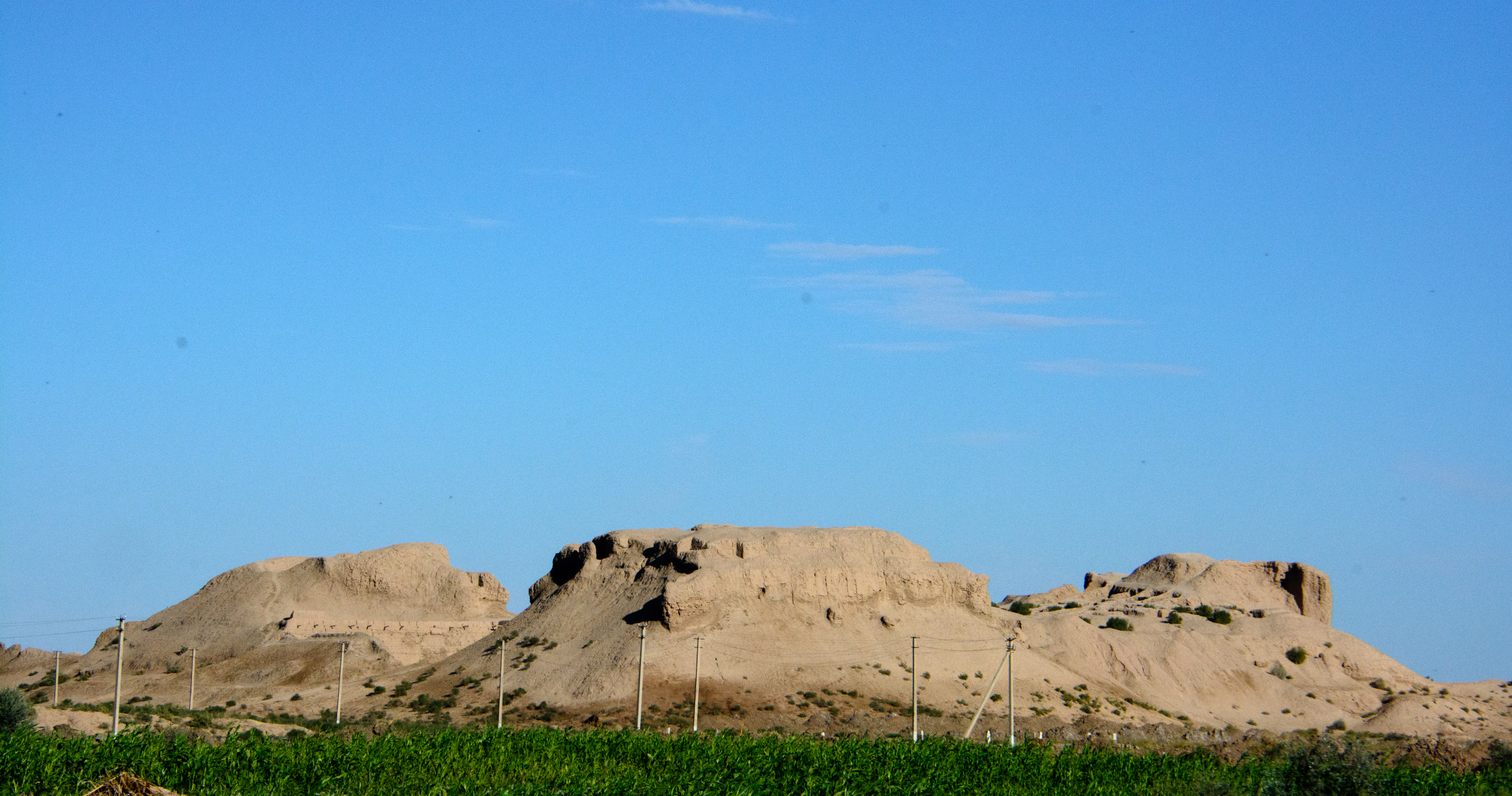
Ruiny Toprak-Kala.

Chorezm odzyskał niezależność po upadku imperium kuszańskiego w III wieku. Próbowali go opanować pierwsi władcy z dynastii perskich Sasanidów, jednak bezskutecznie. Na III wiek przypada krótkotrwały wzrost potęgi państwa. Król Artaw wzniósł wówczas swą siedzibę w Torpak-Kala. W 305 roku stolicę przeniesiono do Kijat na prawym brzegu Amu-Darii. Ówczesny szach Afrig zbudował tam wspaniały zamek Fir. Afrig był założycielem nowej dynastii Afrigidów, która panowała w Chorezmie przez kilka wieków. Ówcześni królowie bili własną drobną monetę brązową, co wskazuje na rozwój handlu wewnętrznego. Nadal dobrze rozwijał się handel międzynarodowy. Pozycja kupców upodobniła się w tym okresie do pozycji arystokracji ziemskiej posiadającej majątki ziemskie, zamki z basztami i własną klientelę. Na ten okres przypada również rozwój pisma chorezmijskiego opartego na alfabecie aramejskim, które w V wieku ewoluuje w kierunku kursywy. Z III i IV wieku pochodzą zabytki pisma starochorezmijskiego z Torpak-Kala. Biruni wspomina o kronikach i traktatach religijnych, zniszczonych przez Arabów.

## Chorezm od V wieku
W IV–X w. n.e. Chorezmem władała - zgodnie z przekazem Biruniego - dynastia Afrygidów, która po roku 712 musiała podporządkować się Arabom pod wodzą Kutajby Ibn Muslima. Po załamaniu się kalifatu Chorezm wchodził kolejno w skład państw Samanidów i Seldżuków, następnie władzę zdobyła pochodząca od Turków Oguzyjskich dynastia Anusztigina, która zdołała zapoczątkować silne, lecz nietrwałe Imperium Chorezmijskie. Po podboju mongolskim, a następnie podziale państwa mongolskiego, Chorezm wszedł w skład ułusu Czagataja, następnie władzę sprawowała dynastia Timurydów. Po upadku tej dynastii kraj stał się częścią Chanatu Chiwy, od 28 maja 1873 r. pod zwierzchnictwem Rosji. 17 lutego 1925 r. został podzielony pomiędzy obecne republiki.

## W nauce i w kulturze
W regionie urodził się Muhammad ibn Musa al-Chuwarizmi, od którego nazwiska utworzono nazwę algorytm.